# Ermita de Santa Cruz (Montes de Valdueza)
La ermita de Santa Cruz es una ermita situada en la localidad española de Montes de Valdueza, en el municipio de Ponferrada, comarca del Bierzo, provincia de León, comunidad autónoma de Castilla y León.
Los orígenes de la construcción se relacionan con el vecino monasterio de San Pedro de Montes, fundado por el obispo y anacoreta San Fructuoso en su llegada al Bierzo, en los orígenes del fenómeno eremítico y monástico de la Tebaida leonesa, durante el siglo VI.

## Ubicación
La ermita de Santa Cruz está ubicada al borde de un precipicio que se abre sobre uno de los afluentes del río Oza, en la localidad de Montes de Valdueza, cercana al monasterio de San Pedro de Montes y con vistas a la montaña Aquiana.

## Historia

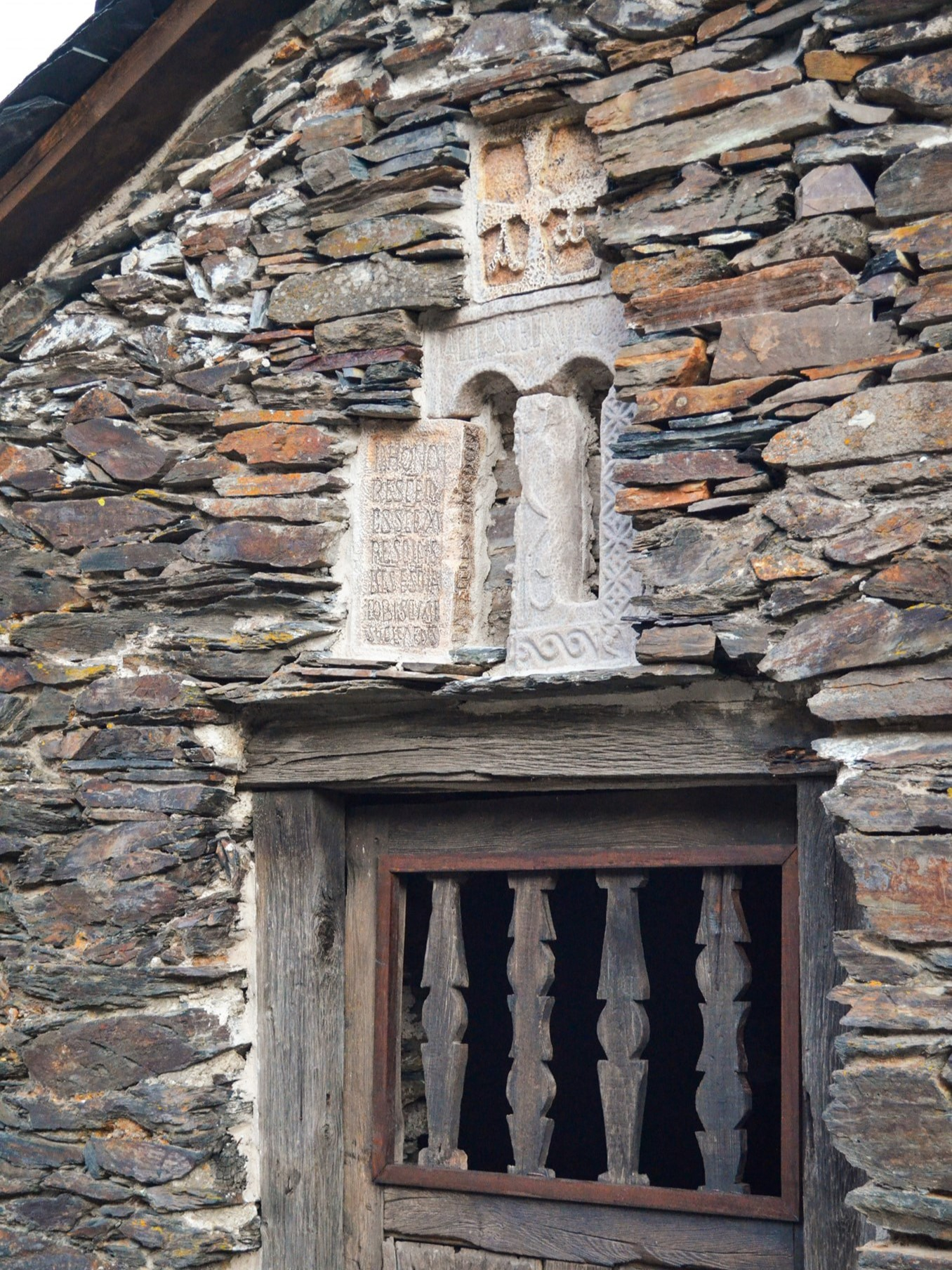
Piezas de origen visigodo y altomedieval incrustadas en la cabecera de la puerta de la ermita

La ermita de la Santa Cruz, que en la actualidad se encuentra en el exterior del recinto monástico de San Pedro de Montes, formó parte del primer monasterio Ruphianense (posteriormente conocido como San Pedro de Montes) desde el momento de su fundación en el siglo VI, pues fue erigida, según Valerio del Bierzo, por un discípulo suyo de nombre Saturnino sobre el lugar en el que San Fructuoso solía orar, recordando el lugar con una cruz.
La ermita actual fue reedificada en 1723 a base de mampostería y lajas de pizarra, dotada de cubierta leñosa a dos aguas, con planta rectangular y un único acceso abierto en su fachada occidental. Los restos incrustados en su cabecera pueden proceder (y la dedicación principal a la Santa Cruz así parece certificarlo) del oratorium erigido por Saturnino, discípulo de San Valerio, y consagrado por el obispo Aurelio de Astorga.
Parte de los restos se datan de finales del siglo VII: unos tallos serpenteantes con motivos geométricos y una decoración vegetal. Entre los restos altomedievales, del siglo X, destaca una cruz equilátera de cuyos brazos penden las letras alfa y omega, un dintel monolítico y un conjunto epigráfico que conserva restos de policromía rojiza.
Cabe mencionar un tablero granítico, en el que se consignan los santos a los que estaba dedicada la ermita y la fecha de su consagración, el 1 de diciembre del año 904. Todo apunta a que los restos epigráficos conservados proceden de un edificio altomedieval dedicado a la Santa Cruz y consagrado en tiempos de San Genadio.

## Expolio y restauración
Los restos epigráficos y decorativos fueron parcialmente robados en 2007. Gracias a un proyecto de investigación liderado por el Ayuntamiento de Ponferrada se custodió el resto de piezas originales, mientras que en la ermita se reubicaron réplicas idénticas.